# Los Collados
Los Collados är en ort i Spanien.   Den ligger i provinsen Provincia de Albacete och regionen Kastilien-La Mancha, i den centrala delen av landet, 250 km sydost om huvudstaden Madrid. Los Collados ligger 1 051 meter över havet och antalet invånare är 110.
Terrängen runt Los Collados är kuperad. Runt Los Collados är det glesbefolkat, med 9 invånare per kvadratkilometer. Närmaste större samhälle är Yeste, 9,5 km söder om Los Collados. 